# Ancistrothyrsus tessmannii
Ancistrothyrsus tessmannii là một loài thực vật có hoa trong họ Lạc tiên. Loài này được Harms mô tả khoa học đầu tiên năm 1931.